# 1626

## أحداث
- أصبح أمر المغرب في يد الدولة العلوية

## مواليد
- أوبري جون

## وفيات
- 11 فبراير – بييترو كاتالدي، عالم رياضيات إيطالي.
- 20 فبراير – جون داولاند، ملحن من المملكة المتحدة.
- 9 أبريل – فرانسيس بيكون، فيلسوف و رجل دولة إنجليزي.
- 25 سبتمبر – لانسلوت أندروز، كاتب إنجليزي.
- 30 سبتمبر – نورهس، عاهل صيني.
- 30 أكتوبر – ويلبرورد سنيليوس، عالم فلك ورياضيات هولندي.